# Rothneyia glabripleuralis
Rothneyia glabripleuralis är en stekelart som beskrevs av He 1995. Rothneyia glabripleuralis ingår i släktet Rothneyia och familjen brokparasitsteklar. Inga underarter finns listade i Catalogue of Life.